# Дунін-Борковський Петро Дмитрович
Петро́ Дми́трович Ду́нін-Борко́вський (2 січня 1822 — 1 жовтня 1846) — український поміщик, чоловік художниці Глафіри Псьол.
Представник української гілки відомого шляхетного роду Дунін-Борковських.
Народився 2 січня 1822 року в селі Малий Листвен (на Ріпкинщині), у маєтку, який належав давньому старшинсько-дворянському роду Дуніних-Борковських.
1843 року в родині Рєпніних познайомився з Тарасом Шевченком.
9 грудня 1845 року Варвара Рєпніна писала Шевченкові з Яготина:
Бог благословив Глафіру: її нареченого Ви знаєте, це Петро Дмитрович Дунін-Борковський, якого Ви бачили в нас.
У повісті Тараса Шевченка «Прогулянка з задоволенням і не без моралі» знаходимо підтвердження факту перебування автора в Малому Листвені в гостях у Петра Дмитровича, можливо, тоді він і написав його портрет, що знаходиться з 1928 р. у Національному музеї Т. Шевченка.
Пізніше Дунін-Борковський і Шевченко зустрілися у вересні 1846 року в Києві, коли поет відвідав тяжко хворого Дуніна-Борковського за кілька днів до його смерті.